# Colias hyale
Colias hyale és una espècie de lepidòpter papilionoïdeu de la família dels pièrids (Pieridae). Es troba a la major part d'Europa i gran part d'Àsia. És una espècie migrant a les Illes Britàniques i Escandinàvia. Fa 52-62 mil·límetres d'envergadura alar.

## Descripció
El mascle té les ales de color groc llimona, amb les bandes marginals i submarginals negres més o menys completes en ambdues ales; amb un punt mitjà negre gran a les ales davanteres i un de color taronja groguenc a les ales posteriors. La part superior és més intensa que la inferior.
En la femella el color de la cara superior i la zona proximal de la part inferior de les ales anteriors és de color blanc, sent lleugerament groguenc.
L'ou té forma d'ampolla, de color blanquinós, amb ratlles de color marró groguenc.
La larva és de color verd blavós o verd herba, vellutada, amb punts negres i línies longitudinals grogues als costats.
La pupa és verda, amb les línies laterals de color groc.

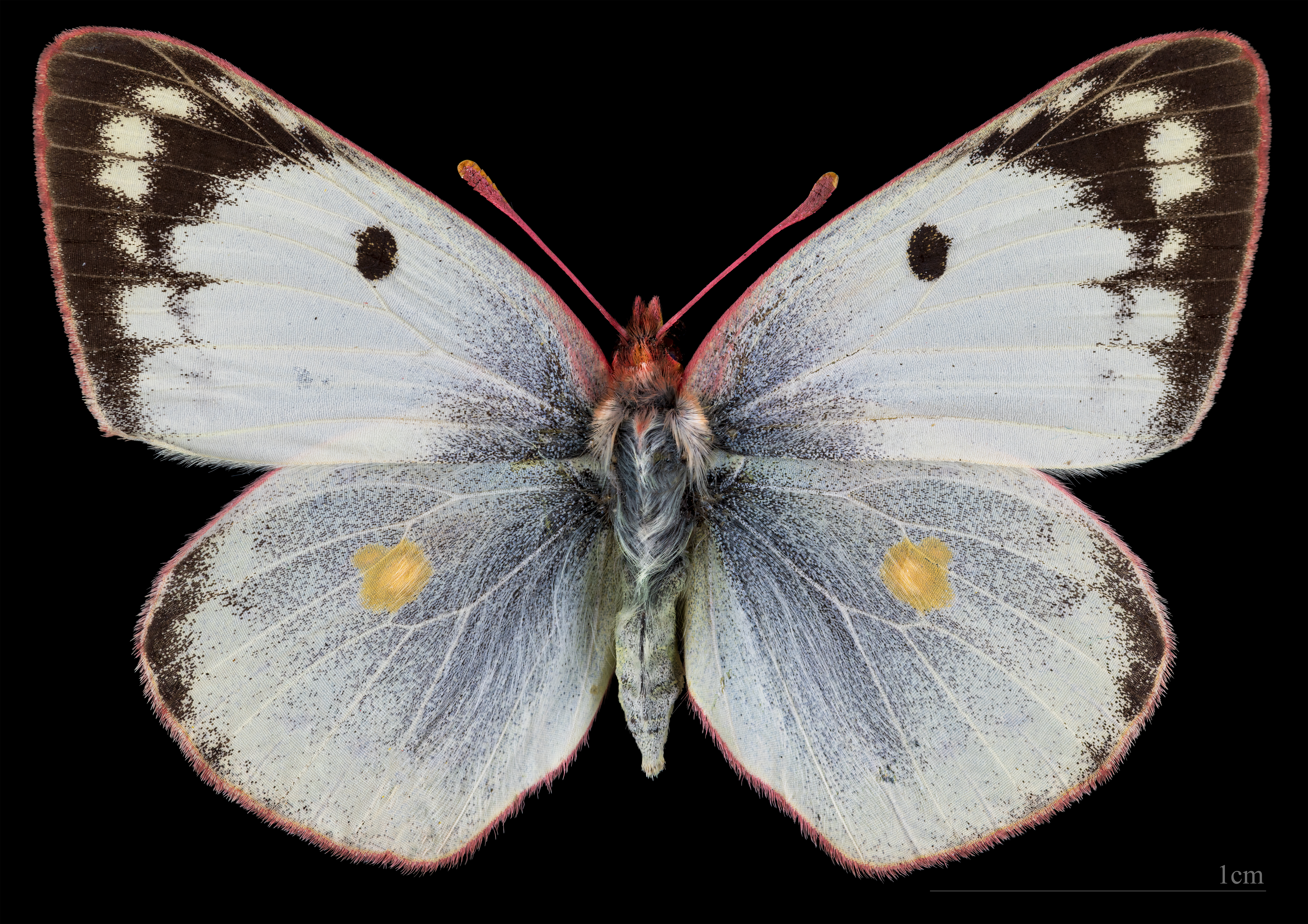
Colias hyale ♀
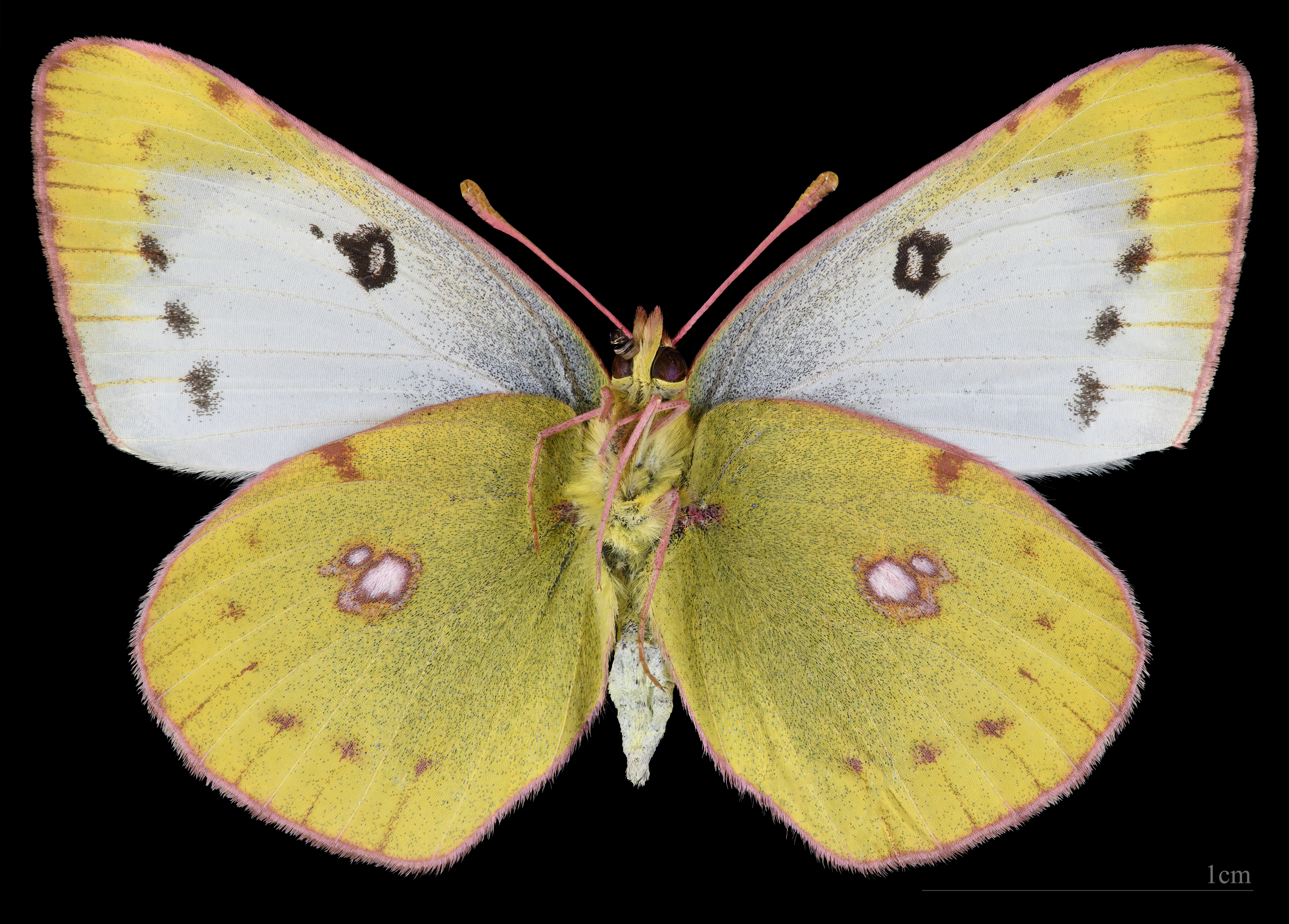
Colias hyale ♀ △

## Biologia
La larva s'alimenta de Vicia cracca, Fabaceae, Vicia, Coronilla, Medicago, Lotus, Cytisus i Trifolium.

## Hàbitat
Prats de flor fins a 2.000 metres sobre el nivell del mar.

## Subespècies[2]
- Colias hyale hyale Europa, Ucraïna, S. Rússia
- Colias hyale alta Staudinger, 1886

- Colias hyale altaica Verity, 1911 Altaï
- Colias hyale irkutskana Stauder, 1924
- Colias hyale palidis Fruhstorfer, 1910 De l'est Siberia
- Colias hyale novasinensis Reissinger, 1989 Gansu

## Galeria

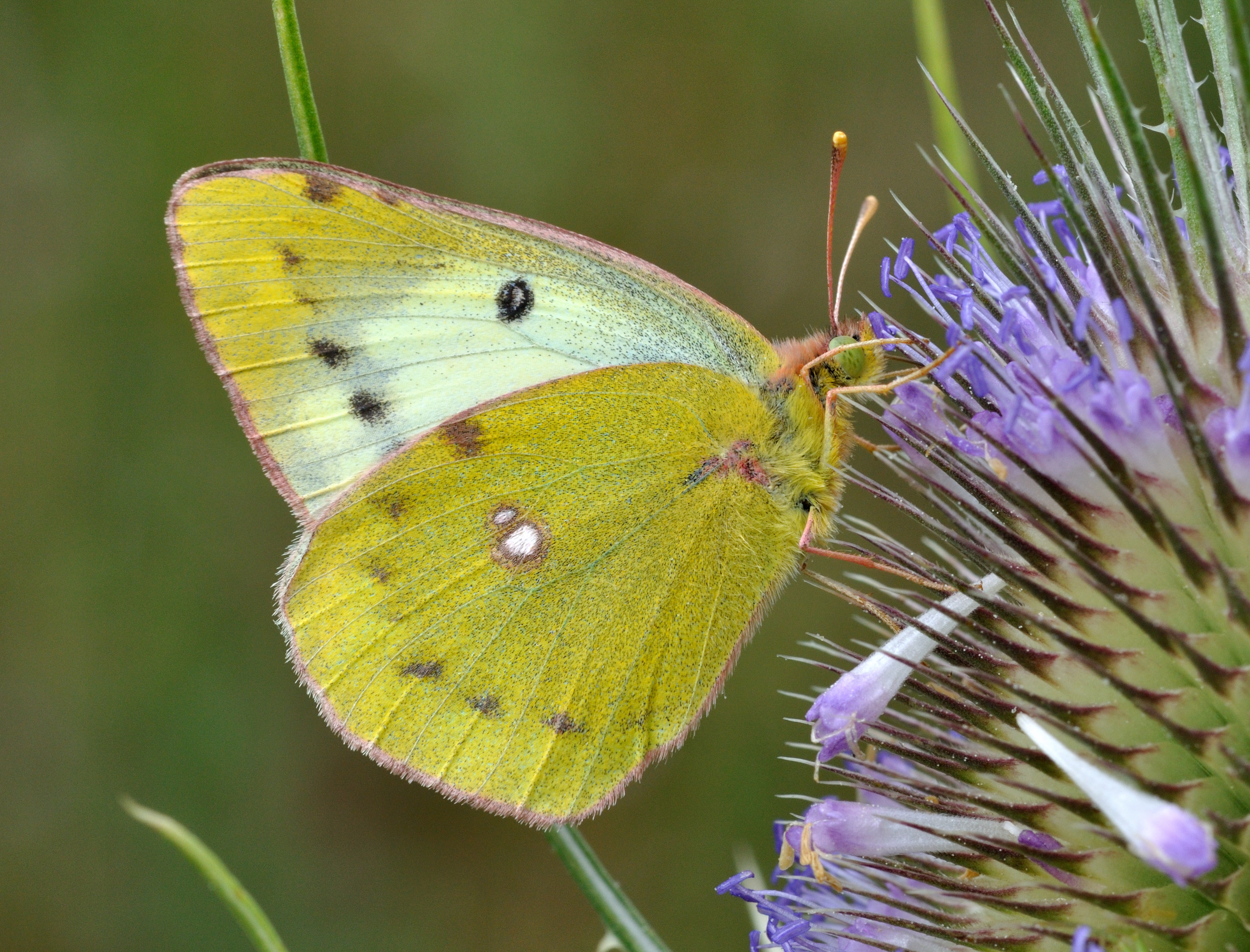
Colias hyale
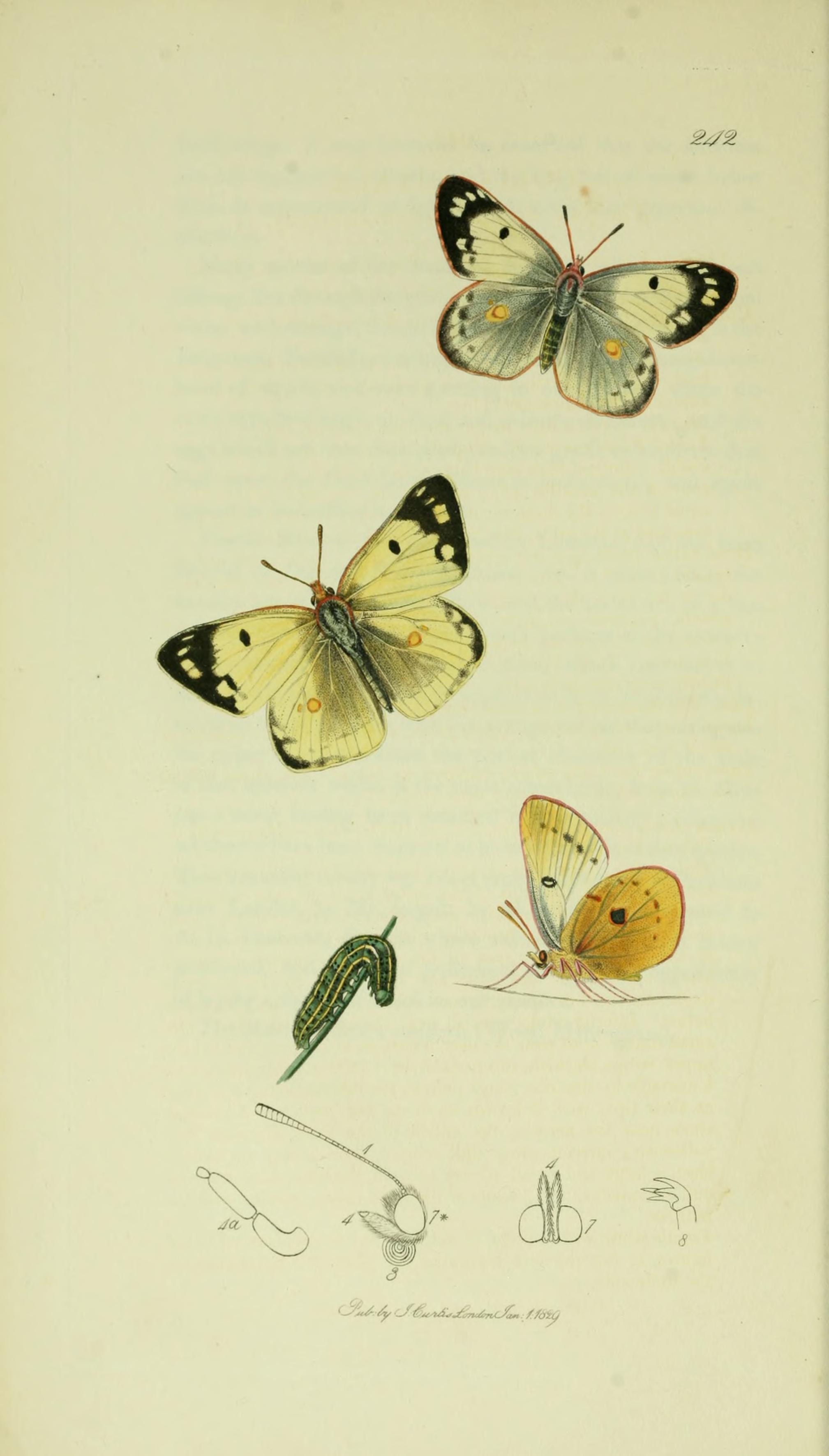
Il·lustració del volum 5 d'Entomologia britànica de John Curtis